# Det talande trädet
Det talande trädet är en bok av Artur Lundkvist, utgiven 1960.

Boken bestående av åttio korta prosadikter eller miniatyrberättelser med skilda motiv. Den första skildrar en födelseprocess och den sista ett dödsögonblick, men texterna har sinsemellan inget uppenbart gemensamt. Berättarstilen är ett suggestivt, ibland lätt ironiskt, bildspråk med snabba, direkta formuleringar där författaren identifierar sig med olika människor. En text framställer världen som en ständigt pågående skapelseprocess: 
| ” | Vi måste dikta världen, drömma verkligheten... Världen är bara ett första underlag för vår föreställning, ett utkast, en gles konstruktion. Vi måste bygga vidare på den, utveckla och förverkliga den... Att föreställa sig något är att skapa det, där föreställningen tänds är förverkligandet strax i full gång. | „ |

## Omdömen
"En nästan alltigenom märklig bok, sammansatt i sin känsla, outtömlig i sin fantasi, mognad i sin erfarenhet och ändå obruten i sin vitalitet" – Karl Vennberg
"I Det talande trädet uppträder ett universellt jag som i skräcken för tomrummet oupphörligt byter mask och finner nya individuella öden att träda in i. Från denna synpunkt liknar diktaren en fantasins Prometeus eller en uppfinningsrik djinn i någon saga i Tusen och en natt". – Carl-Eric Nordberg